# دانشنامه هنر
دانشنامهٔ هنر (به انگلیسی: ArtCyclopedia) یک پایگاه داده برخط دربارهٔ موزه و هنرهای زیبا است که توسط جان میلون کانادایی تأسیس شده‌است.
دانشنامهٔ هنر، تنها به‌صورت برخط در دسترس است و دربردارندهٔ ۲۳۰۰ وبگاه موزه و نگارخانه‌است که شامل ۱۸۰٬۰۰۰ اثر هنری از ۸٬۵۰۰ هنرمند می‌باشد.